# Pterolophia ochreosticticollis
Pterolophia ochreosticticollis là một loài bọ cánh cứng trong họ Cerambycidae.